# Гончаренко, Валерий Васильевич
Гончаре́нко Вале́рий Васи́льевич (23 апреля 1942, Мирная Долина, Ворошиловградская область — 9 июня 2000, Кировоград) — советский и украинский поэт. С 1984 года член Союза писателей Украины.

## Биография
Родился 23 апреля 1942 в пгт Мирная Долина Ворошиловградской (ныне Луганской) области.
Писать стихи начал в возрасте пяти лет, а его первый сборник вышел, когда поэту исполнилось 22 года.
Получать высшее образование поехал в Кировоград, где в 1967 году окончил филологический факультет Кировоградского педагогического института имени А. С. Пушкина. Работал в редакциях газет Кировограда и Николаева. Основатель и руководитель городской литературной студии «Сеятель».
В 1984 году вступил в Союз писателей Украины. Лауреат литературной премии имени Юрия Яновского.
Его стихи печатались на болгарском, русском, осетинском, казахском и других языках. Умер 9 июня 2000 года на 58 году жизни.
С 2001 года областной организацией Национального союза писателей Украины проводится областной литературный конкурс имени Валерия Гончаренко для молодых авторов.

## Пьесы
- «Добро и зло»
- «Детство Тараса»
- «Смех Иуды»
- «Не отшлифованные бриллианты»
- повесть «Священный жук скарабей»